# 大阪貯蓄信用組合
大阪貯蓄信用組合（おおさかちょちくしんようくみあい）は、大阪府大阪市淀川区に本部のある信用組合。2021年度決算による自己資本比率は8.61%。

## 沿革
- 1952年（昭和27年）3月　昭和信用組合として天王寺区に設立
- 1954年（昭和29年）8月　大阪貯蓄信用組合に名称変更
- 2014年（平成26年）1月　本部・本店営業部を大阪市淀川区に建て替え新築

## 営業店舗
出典: 
- 本店営業部: 大阪市淀川区西三国1-21-40
- 生野支店: 大阪市生野区生野東4-6-24
- 東支店: 大阪市東成区神路1-6-16